# M35-ös autópálya (Magyarország)

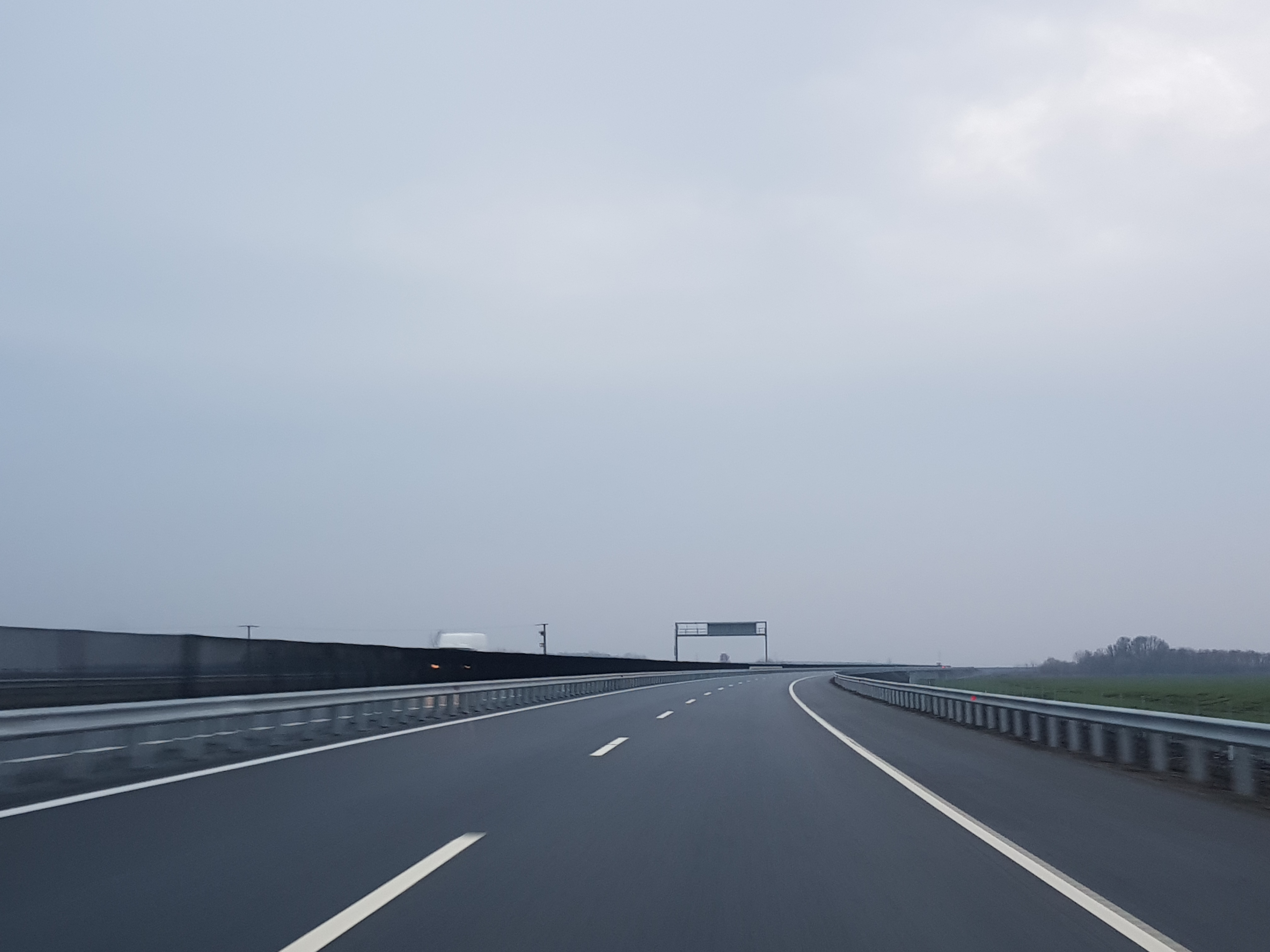
Az M35-ös autópálya Debrecen és Berettyóújfalu közötti szakasza Derecskénél

Az M35-ös autópálya az M3-as autópályát az M4-es autóúttal köti össze Debrecen mellett elhaladva.
A Debrecennel összekötő szakaszt 2006. december 15-én adták át a forgalomnak. A Berettyóújfalu felé vezető 20 km-es szakasz kivitelezése 2016 májusában kezdődött meg és 2018. december 20-án adták át.
A Debrecent elkerülő 354-es főút és a Debrecen-Ondód csomópont közötti 4 km-es rövid szakaszon három csomópont, hat híd, négy aluljáró és két felüljáró létesült. A csomópontok olyan közel vannak egymáshoz, hogy a kötelezően előírt ötszáz méteres lassító, illetve gyorsítósávot egymás mellett kellett kialakítani, így négy kilométernyi szakaszon gyűjtő-elosztó pályával irányonként két sávos párhuzamos utat építettek.

## Története
2006. december 15-én adták át az első részét Görbeháza és Debrecen között.
Az M35 autópálya két tervezési szakaszból állt: a Görbeháza – Debrecen (I. szakasz) és a Debrecen elkerülő (II. szakasz). A nyomvonal változatok vizsgálata miatt, illetve a hatósági és önkormányzati egyeztetések miatt a Debrecent elkerülő II. szakasz tervezése korábban elkezdődhetett. Építési engedélyt 2003. december 16-án kapott az II. szakasz, míg az I. szakasz 2004. március 22-én. A kivitelezés is ebben a szakaszolásban történt, amelyből a Debrecen elkerülő szakaszt 2006 tavaszán adták át a forgalomnak. A szakaszon 3 csomópont, 2 egyszerű és 1 komplex pihenőhely található. Ez utóbbi a 30,7 km-szelvénynél lévő Józsai pihenőhely, ahol 2007 első felében egy üzemanyagtöltő állomás is megépült.

### Debrecen–Berettyóújfalu szakasz
Az M35-ös autópálya déli irányban Berettyóújfaluig való meghosszabbítását már a 2003-as OTrT is tartalmazta, ahol az út csatlakozik az M4-es autópályához, ezáltal a Debreceni nemzetközi repülőtér megközelítése is jelentősen javul. 2005-ben kezdődött el környezetvédelmi engedélyezési eljárás, amely Derecskét és Berettyóújfalut érintette. A két változat a 47-es főúttól és a településektől nyugatra jó minőségű földeket, vagy a főúttól keletre Natura 2000 természetvédelmi területeket érintett volna. Derecske vonatkozásában 8 évig tartott a környezetvédelmi engedélyezési eljárás, amelyben a nyugati nyomvonalváltozat kapott végül – a Kúria által is megerősítve – engedélyt 2013 szeptemberében.
2014. szeptember 5-én kormányrendeletben rögzítették a 24,8 kilométeres útszakasz nyomvonalát, ami Debrecen határától, a 481-es főúttól indul és tart Berettyóújfaluig, ahol becsatlakozik az M4 autópályába és halad tovább a román határig.
2015 októberében bejelentették, hogy közbeszerzési eljárás indul a szakasz kivitelezésére. Két ütemben, mintegy 25,6 km hosszban, 2×2 forgalmi sávos autópályaként folytatódik az M35 Debrecen és Berettyóújfalu között. A projekthez kapcsolódik a debreceni repülőteret a sztrádába bekötő, mintegy 5,3 km hosszú, 2×1 forgalmi sávos 481-es főút megvalósítása is.
2016 májusától a kivitelezési munkákat az útvonal felső végén a 4-es főút és a 481-es út között a Colas Hungária-Colas Út konzorcium végezte el 17,2 milliárd forintból 5,43 km-en. A második, 20,2 km-es szakaszt a Duna Aszfalt és a Hódút Konzorciuma építheti meg 46,5 milliárd forintért. A rövidebb szakaszt 2017. december 13-án átadták a forgalomnak, míg a hosszabb, déli szakasznak a tervezett átadása 2018. év vége volt.
2018. december 20-án átadták a Debrecen és Berettyóújfalu közötti 18,7 kilométeres szakaszát, ezzel az M35-ös autópálya teljes hosszában elkészült.

### Új csomópont a BMW gyár részére
Az M35-ös autópálya debreceni szakaszán új csomópont kerül kialakításra az autópálya nyugati oldalán tervezett BMW autógyár kiszolgálására. A csomópont számára eredetileg kijelölt terület a hatályos településszerkezeti tervben a Hadháziteleptől nyugatra már meglévő felüljáró és ott található üzemi kijáratok térsége volt. A 2018. október 25-én kiadott kormányhatározat alapján ettől kissé délebbre, Debrecen-Józsa térségében 2021. február 28. napjáig valósulhat meg az új csomópont.

## Fenntartása
Az autópálya üzemeltetése és fenntartása az Állami Autópálya Kezelő Zrt. feladata. Ezt a tevékenységet egy autópálya-mérnökség biztosítja, a Hajdúböszörményi központ a 22-es kilométerszelvényben.

## Díjfizetés

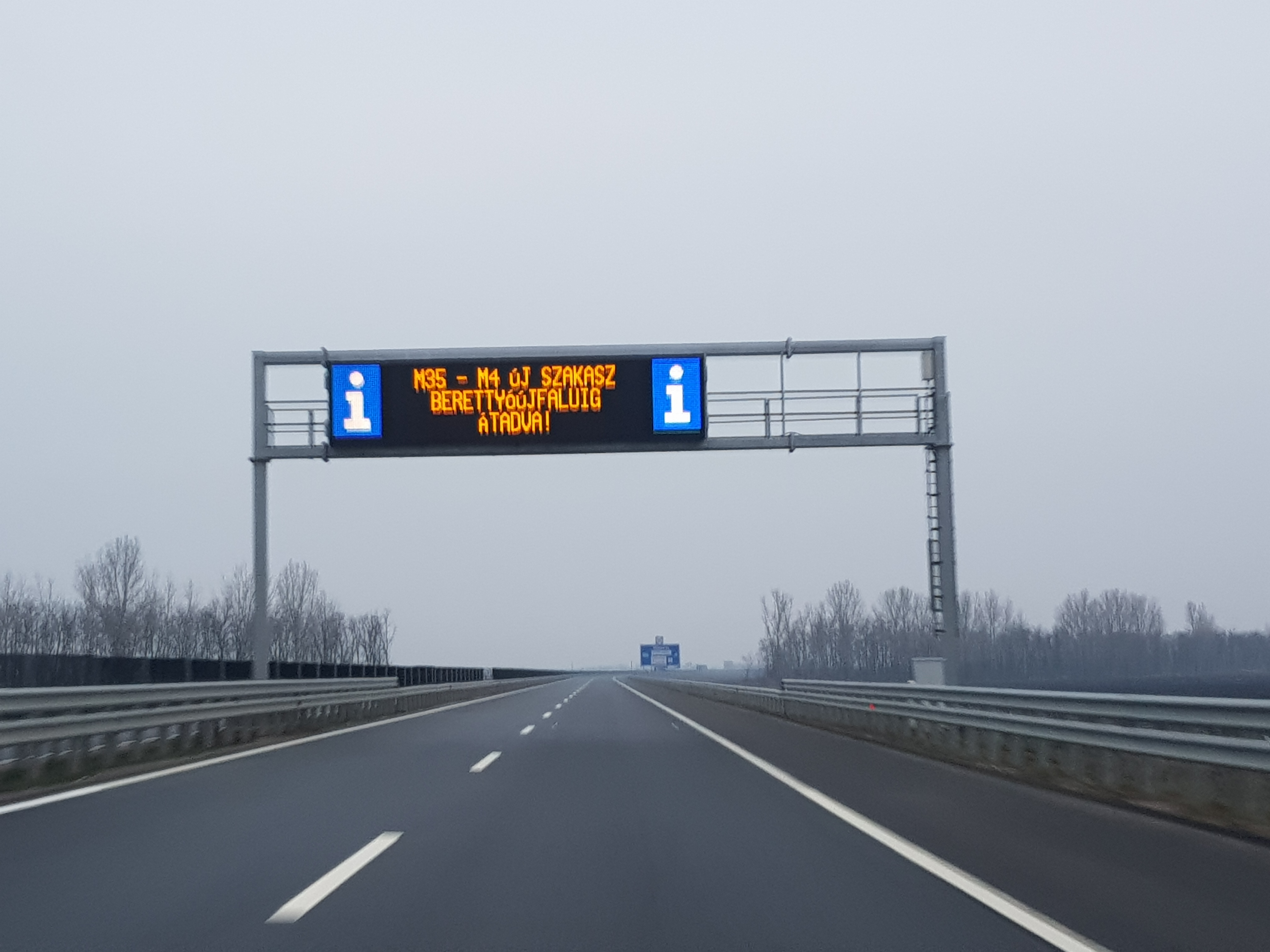
Az M35-ös a 481-es főút csomópontja előtt, Berettyóújfalu irányába

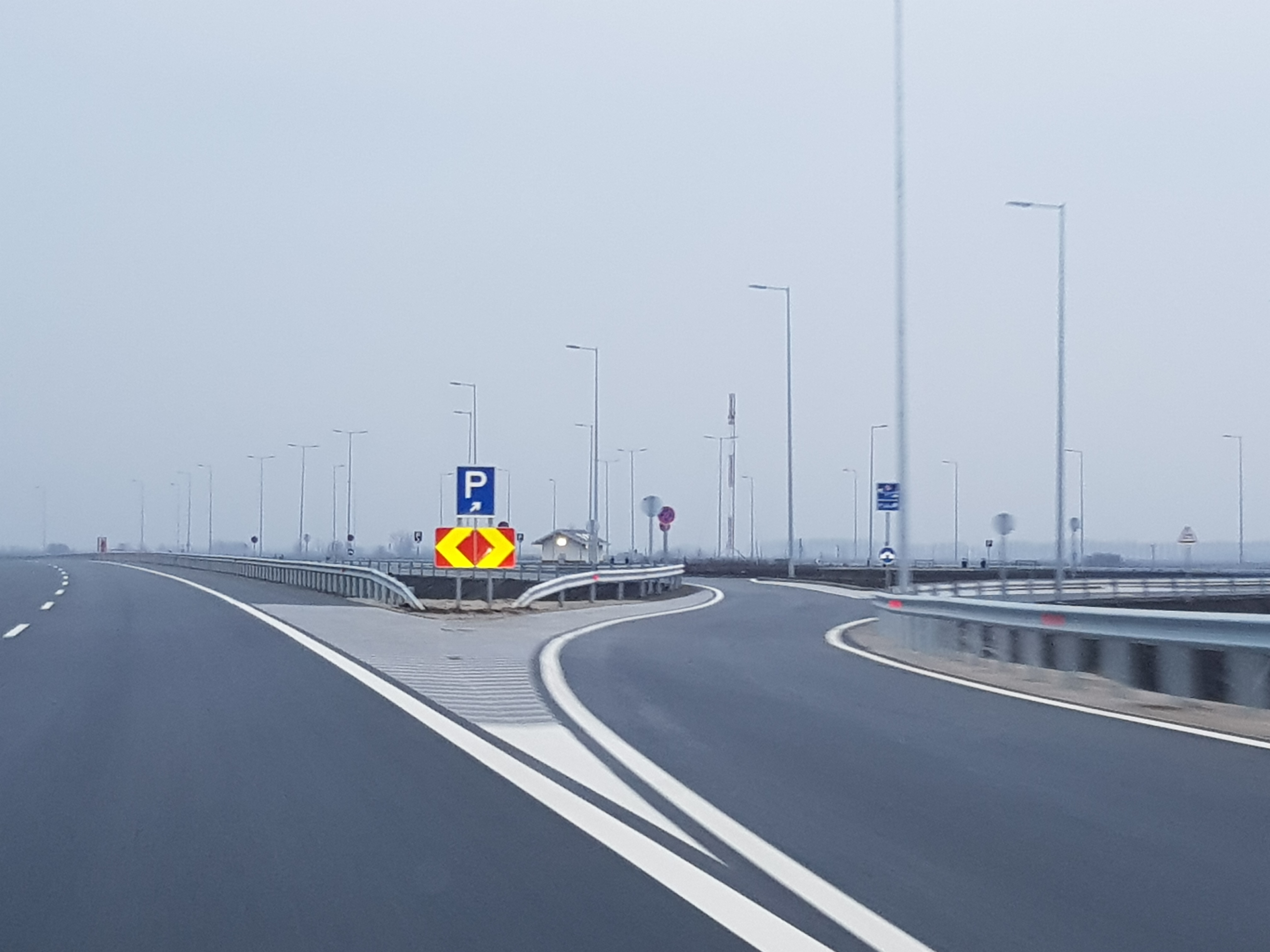
A Derecskei pihenőhely, Berettyóújfalu irányába

A 37/2007. (III.26.) GKM rendelet 2015. január 1-jei módosítása alapján az M35-ös autópálya használata teljes hosszában díjköteles, országos vagy Hajdú-Bihar megyei e-matricával vehető igénybe. A 354-es út és a debreceni Kishegyesi út közti gyűjtő-elosztó pálya (37 km – 40 km) azonban díjmentesen használható.
A 2018. december 20-án átadott 18,7 kilométeres Debrecen (481-es főút) és Berettyóújfalu közötti szakasza 2018. december 31-éig díjfizetés nélkül igénybe vehető.
2019. január 1-jétől országos vagy Hajdú-Bihar megyei (2023-tól vármegyei) e-matricával vehető igénybe.